# Алма (парафія, Нью-Брансвік)
Алма (англ. Alma) — парафія в Канаді, у провінції Нью-Брансвік, у складі графства Альберт.

## Назва
Парафію Алма було документально створено в 1856 році, на відзначення переможної Битви на Альмі, в якій об'єднані сили Британії, Франції та Османської Туреччини завдали відчутної поразки загарбницьким військам російської імперії, призупинивши московську екеспансію на південь.

## Населення
За даними перепису 2016 року, парафія нараховувала 5 осіб. Середня густина населення становила 0 осіб/км². Це без врахування мешканців самого селища Алма числом біля 200 осіб, що не дивно, адже околиці займає національний парк Фанді, де заборонено ночівлю, таборування тощо.

## Клімат
Середня річна температура становить 4,7°C, середня максимальна – 21,1°C, а середня мінімальна – -13,6°C. Середня річна кількість опадів – 1 389 мм.
| Клімат поселення                              | Клімат поселення | Клімат поселення | Клімат поселення | Клімат поселення | Клімат поселення | Клімат поселення | Клімат поселення | Клімат поселення | Клімат поселення | Клімат поселення | Клімат поселення | Клімат поселення | Клімат поселення |
| Показник                                      | Січ.             | Лют.             | Бер.             | Квіт.            | Трав.            | Черв.            | Лип.             | Серп.            | Вер.             | Жовт.            | Лист.            | Груд.            |                  |
| Середній максимум, °C                         | −3,1             | −2,12            | 2,40             | 7,72             | 13,98            | 18,92            | 21,09            | 20,72            | 16,85            | 11,18            | 5,45             | −1,12            |                  |
| Середня температура, °C                       | −8,33            | −7,33            | −2,83            | 2,50             | 8,75             | 13,70            | 16,97            | 16,59            | 12,73            | 7,06             | 1,32             | −5,24            |                  |
| Середній мінімум, °C                          | −13,56           | −12,56           | −8,06            | −2,74            | 3,52             | 8,48             | 12,84            | 12,46            | 8,61             | 2,94             | −2,79            | −9,36            |                  |
| Норма опадів, мм                              | 132              | 103              | 125              | 110              | 118              | 108              | 96               | 89               | 113              | 119              | 140              | 136              |                  |
| Середньомісячна швидкість вітру, м/с          | 4.50             | 4.50             | 4.59             | 4.45             | 4.02             | 3.60             | 3.26             | 3.17             | 3.50             | 3.92             | 4.16             | 4.49             |                  |
| Середньомісячна сонячна радіація, кДж/м²·день | 5336             | 8813             | 12401            | 15224            | 18136            | 20188            | 19969            | 17626            | 13356            | 8581             | 5019             | 4042             |                  |
| --------------------------------------------- | ---------------- | ---------------- | ---------------- | ---------------- | ---------------- | ---------------- | ---------------- | ---------------- | ---------------- | ---------------- | ---------------- | ---------------- | ---------------- |
| Джерело:                                      |                  |                  |                  |                  |                  |                  |                  |                  |                  |                  |                  |                  |                  |